# Fissurina
Fissurina es un género de foraminífero bentónico de la Subfamilia Ellipsolageninae, de la Familia Ellipsolagenidae, de la Superfamilia Polymorphinoidea, del Suborden Lagenina y del Orden Lagenida. Su especie-tipo es Fissurina laevigata. Su rango cronoestratigráfico abarca desde el Cretácico hasta la Actualidad.

## Discusión
Clasificaciones previas incluían Fissurina en la Superfamilia Nodosarioidea.

## Clasificación
Se han descrito numerosas especies de Fissurina. Entre las especies más interesantes o más conocidas destacan:
- Fissurina alveolata
- Fissurina aperta
- Fissurina biancae
- Fissurina bradii
- Fissurina carinata
- Fissurina clathrata
- Fissurina fimbriata
- Fissurina formosa
- Fissurina laevigata
- Fissurina marginata
- Fissurina marylandica
- Fissurina orbignyana
- Fissurina submarginata

Un listado completo de las especies descritas en el género Fissurina puede verse en el siguiente anexo.